# 战争风云
《战争风云》(The Winds of War)是一部描写二战的长篇小说。作者赫尔曼·沃克，普利策奖获得者。

## 作者简介
赫尔曼·沃克,美国著名小说家，曾获得普利策奖。主要作品《凯恩舰哗变》《战争风云》《战争与回忆》。

## 内容提要
通过对美国海军中校维克多·亨利一家五口人在太平洋战争爆发前生活经历的刻画，折射出战争爆发前美、德、苏、英、意等大国之间的政治、军事角力。